# Apsidocnemus catalai
Apsidocnemus catalai es una especie de escarabajo de la familia Carabidae (Apsidocnemus).